# Молодіжний (Цівільський район)
Молоді́жний (рос. Молодёжный, чув. Молодёжный) — селище у складі Цівільського району Чувашії, Росія. Входить до складу Михайловського сільського поселення.
Населення — 308 осіб (2010; 331 у 2002).
Національний склад:
- чуваші — 87 %